# Luca Belludi

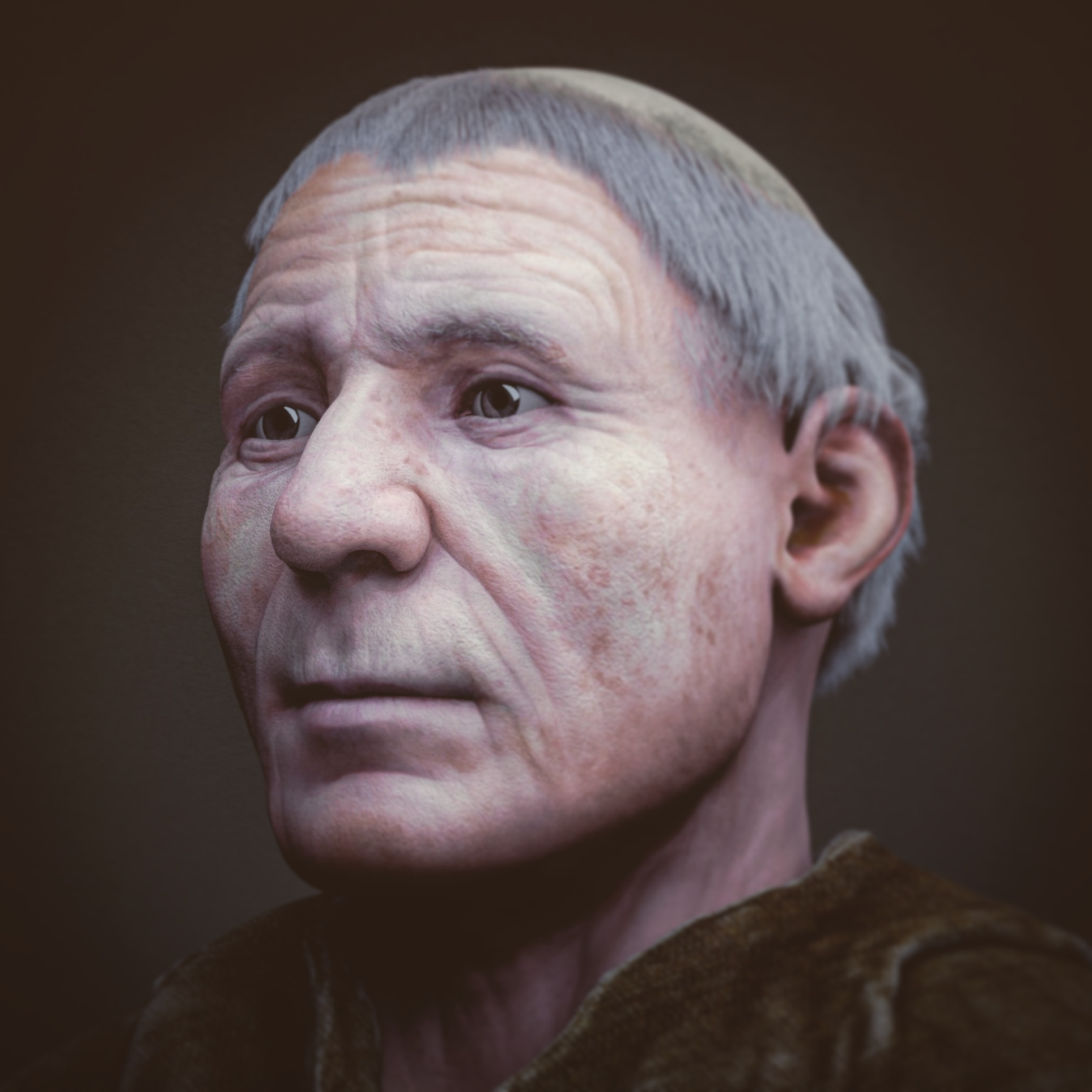
Luca Belludi - ricostruzione facciale

Luca Belludi (Padova, 1200 circa – Padova, 17 febbraio 1286) è stato un religioso e beato italiano, appartenente all'ordine francescano; è stato proclamato beato da papa Pio XI.

## Biografia
Nato tra il 1200 e il 1205, dalla famiglia dei Belludi, originari di Padova, fu un frate minore dell'ordine dei Francescani, che secondo tradizione, fu vestito col saio dallo stesso san Francesco, intorno all'età di 25 anni. 
Fu un frate dotto, di grande cultura, frequentò l'Università di Padova e fu ordinato sacerdote nel 1227.
Conobbe Antonio da Lisbona, con cui instaurò un sincero legame di amicizia e fedeltà, e partecipò attivamente alle orazioni del santo aiutandolo nella stesura dei cosiddetti Sermones. In alcuni testi agiografici dell'epoca Belludi viene definito "socius" di sant'Antonio nell'ultimo soggiorno che il santo portoghese compì a Padova (1230-31).
Si impegnò nella liberazione di Padova da parte di Ezzelino III da Romano, tiranno che imperversava in quelle terre nel 1256, con la forza delle sue preghiere e l'intercessione di sant'Antonio, con cui Luca rimase in devozione dopo la morte del santo stesso. Si ritenne che fosse stato studente dell'Ateneo prima di entrare tra i francescani, anche perché, fin dal sec. XV fu confuso con altri confratelli coevi (Luca da Bitonto e Luca il lettore, autori di sermoni).

## Culto
Dopo la morte, il 17 febbraio 1286, inizialmente il suo corpo fu deposto nella stessa urna che aveva conservato le spoglie di sant'Antonio, finché nel 1971 fu translato nell'attuale cappella trecentesca del Beato Luca (detta anche dei Santi Filippo e Giacomo il Minore o dei Conti), celebre per gli affreschi di Giusto de' Menabuoi.
Papa Pio XI il 18 maggio 1927 confermò il titolo di beato.
Del beato Luca rimangono i Sermones, e la grande fiducia che ripongono gli studenti che si affidano a lui per i propri studi.
Sempre presso la Basilica del Santo a Padova, è dedicato a Luca il chiostro esterno, in stile gotico.